# Frank Berghuis
Frank Berghuis (* 2. Mai 1967 in Vierhouten, Niederlande) ist ein ehemaliger niederländischer Fußballspieler, der 1989 einmal in der Nationalmannschaft spielte.

## Vereinskarriere
Frank Berghuis, meist bei seinem Spitznamen „Pico“ gerufen, spielte als Kind bei AGOVV und, bedingt durch einen Umzug, bei den Apeldoornse Boys in Apeldoorn. Mit 16 wechselte der Stürmer zu PSV in Eindhoven, wo seine Profilaufbahn als 17-Jähriger mit einem einzigen Spiel in der Saison 1984/85 begann, in dem er auch gleich sein erstes Ligator erzielte. In der folgenden Saison absolvierte er zwei weitere Spiele für den Philips-Werksclub. Zur Saison 1986/87 wechselte er zur VVV nach Venlo, wo der Linksaußen einen Stammplatz eroberte; in 27 Spielen erzielte er fünf Treffer; eine weitere Saison in Venlo endete mit einem Tor in 20 Spielen mit etwas weniger Erfolg. Zurück bei der PSV konnte er sich auch in der nächsten Spielzeit nicht durchsetzen und ging nach zwei Einsätzen für PSV in der Eredivisie für den Rest der Saison zum Ligakonkurrenten PEC Zwolle. In der Spielzeit 1989/90 erlebte er seinen Durchbruch beim FC Volendam. In 33 Spielen konnte er 13 Tore erzielen. In diese Zeit fiel auch sein Einsatz in der Nationalmannschaft.
Nach einer weiteren erfolgreichen Saison in Volendam unterschrieb Berghuis 1991 einen Zweijahresvertrag bei Galatasaray Istanbul. Nachdem der türkische Erstligist den Vertrag nicht erfüllen wollte und Berghuis wegen eines Staus den Flieger zu einem Probetraining bei Sheffield Wednesday verpasst hatte, blieb er für zwei weitere Jahre beim FC Volendam. 1993 wechselte er zum belgischen Erstdivisionär SK Lommel, bei dem er zwei Jahre blieb. 1995 zog es ihn zurück in die Niederlande. Mit Zweitligaklub Cambuur Leeuwarden stieg er drei Spielzeiten später in die Eredivisie auf. Im Dezember 2000 beendete er bei Cambuur aufgrund einer Verletzung seine aktive Laufbahn. Er bestritt 232 Erstligaspiele, in denen er 53 Tore erzielte; außerdem hatte er 93 Einsätze in der zweiten Spielklasse mit 17 Treffern.

## Nationalmannschaft
Berghuis hatte bereits mehrere Jugendländerspiele für den KNVB bestritten, als er in der Saison 1989/90 erfolgreich auf der Linksaußenposition beim FC Volendam spielte. Im Dezember 1989 stand anlässlich des 100-jährigen Bestehens des KNVB ein Länderspiel in Rotterdam gegen Brasilien an. Aufgrund von Verletzungen mussten viele Spieler der ersten Garde wie Ruud Gullit, Marco van Basten und Frank Rijkaard absagen, Bondscoach Thijs Libregts berief einige Spieler in den Kader, die noch keine Länderspielerfahrung hatten. Berghuis wurde kurz vor dem Match nachnominiert, als sich auch Ersatzmann Frans van Rooy noch abmeldete (der damalige Spieler von Royal Antwerpen blieb auch danach ohne Länderspieleinsatz). Nachdem Berghuis im Training einen guten Eindruck gemacht hatte, debütierte er in der Startelf; außer ihm hatten auch Martin Laamers, Bart Latuheru und Edward Sturing ihren ersten Einsatz im Oranje-Trikot. Im Gegensatz zu den Niederländern war Brasilien mit der besten Elf angetreten, und so spielte die gesamte Oranje-Mannschaft respektvoll und defensiv. Berghuis’ direkter Gegenspieler war der Neu-Leverkusener Jorginho. Dennoch konnten die Niederländer das Spiel unter Leitung des deutschen Schiedsrichters Werner Föckler lange offenhalten, doch in der 55. Minute erzielte Careca das 1:0 für die Gäste; nur drei Minuten danach, in der 58. Minute, wurde Berghuis gegen den erfahrenen John van ’t Schip ausgewechselt. Für beide Flügelstürmer neben Wim Kieft, Berghuis und Latuheru, blieb es der einzige Einsatz in der A-Nationalmannschaft.

## Trainer
Nach der aktiven Laufbahn schlug Berghuis den Weg ins Trainerleben ein und trainierte Jugendmannschaften von Cambuur Leeuwarden und AGOVV sowie der SBV Vitesse aus Arnheim, die in der Jugendarbeit mit AGOVV kooperierte. Seit Anfang der Saison 2008/09 trainierte er die erste Mannschaft der Apeldoornse Boys in der vierde klasse (siebte Liga). 2011 kehrte er zurück nach Arnheim, um als Assistenztrainer der gemeinsamen zweiten Mannschaft der Arnheimer und Apeldoorner, Jong Vitesse/AGOVV, tätig zu werden.

## Privates
Berghuis hat die Fußballleidenschaft an seine Söhne vererbt. Steven Berghuis wurde ebenfalls Profi und debütierte 2016, fast 27 Jahre nach seinem Vater, in der niederländischen Fußballnationalmannschaft; der jüngere Tristan spielte in der Jugend von Vitesse Arnhem, PEC Zwolle und PSV sowie in der niederländischen U-16-Nationalmannschaft; in der Saison 2016/17 tritt er für den Apeldoorner WSV in der Eerste Klasse an.